# Johan Olsson
Johan Olsson (n. 19 martie 1980, Skultuna⁠(d), Comitatul Västmanland, Suedia) este un schior de fond ce a reprezentat Suedia, medaliat olimpic. A participat la 3 ediții ale Jocurilor Olimpice (2006, 2010, 2014) în care a câștigat două medalii de aur, o medalie de argint și 3 medalii de bronz.